# Ted Elliott
Ted Elliott (Santa Ana, Kalifornia, 1961. július 4. –) amerikai forgatókönyvíró.
Írópartnerével, Terry Rossióval, Elliott számos nagy sikerű filmet jegyez, köztük az Aladdint, a Shreket és A Karib-tenger kalózai-trilógiát. 2004-ben, Elliottot az Amerikai Írók Szövetségének elnöki táblájába választották; megbizatása 2006-ban ért véget. Korábbi táblatársával, Craig Mazinnel közösen irányítja a The Artful Writer elnevezésű, professzionális forgatókönyvírókat megcélzó weboldalt. Szintén társalapítója a Wordplayer.com-nak, az interneten fellelhető egyik legkiemelkedőbb forgatókönyvírói szájtnak; ezt Terry Rossióval tartja fenn.
2005-ben, Elliott indult az Amerikai Írók Szövetségének elnöki székéért, de azt Patric Verrone animációs író kapta meg.

## Munkái
- 2008. The Spiderwick Chronicles (David Berenbaummal és Terry Rossióval)
- 2007. National Treasure: The Book of Secrets (csak történet; Terry Rossióval, Cormac Wibberleyvel és Marianne Wibberleyvel)
- 2007. A Karib-tenger kalózai: A világ végén (Pirates of the Caribbean: At World's End) (Terry Rossióval)
- 2006. A Karib-tenger kalózai: Holtak kincse (Pirates of the Caribbean: Dead Man's Chest) (Terry Rossióval)
- 2005. Zorro legendája (The Legend of Zorro) (csak történet; Robert Orcival, Alex Kurtzmannal és Terry Rossióval)
- 2003. A Karib-tenger kalózai: A Fekete Gyöngy átka (Pirates of the Caribbean: The Curse of the Black Pearl) (forgatókönyv Terry Rossióval; történet Terry Rossióval, Stuart Beattie-vel és Jay Wolperttel)
- 2002. A kincses bolygó (Treasure Planet) (csak történet; Ron Clementsszel, John Muskerrel és Terry Rossióval)
- 2001. Shrek (Terry Rossióval, Joe Stillmannel és Roger S.H. Schulmannel)
- 2000. Irány Eldorádó (The Road to Eldorado) (Terry Rossióval)
- 1998. Zorro álarca (The Mask of Zorro) (forgatókönyv John Eskowval és Terry Rossióval, történet Terry Rossióval és Randall Jahnsonnal)
- 1998. Chipkatonák (Small Soldiers) (Gavin Scottal, Adam Rifkinnel és Terry Rossióval)
- 1998. Godzilla (csak történet; Terry Rossióval, Dean Devlinnel és Roland Emmerichhel)
- 1994. A parazita (The Puppet Masters) (Terry Rossióval és David S. Goyerrel)
- 1992. Aladdin (Terry Rossióval)
- 1989. Little Monsters (Terry Rossióval)

## Elismerései

### Díjak
- Annie Awards
  - 2001. kiemelkedő forgatókönyvírói teljesítmény animációs filmben (Shrek)
- BAFTA-díj
  - 2002. legjobb adaptált forgatókönyv (Shrek)

### Jelölések
- Oscar-díj
  - 2002. legjobb adaptált forgatókönyv (Shrek)
- Academy of Science Fiction, Fantasy & Horror Films, USA
  - 2002. legjobb forgatókönyv (Shrek)
- American Screenwriters Association, USA
  - 2002. Discover Screenwriting Award (Shrek)
- Bram Stoker Awards
  - 2004. Bram Stoker Award (A Karib-tenger kalózai: A Fekete Gyöngy átka)
- Science Fiction and Fantasy Writers of America
  - 2003. legjobb forgatókönyv (Shrek)